# محاصره انطاکیه (۲۶۰)
محاصره انطاکیه نبردی که بین امپراتوری ساسانی و امپراتوری روم که در سال ۲۶۰ میلادی درگرفت. در این نبرد شاپور یکم ابتدا شهر را محاصره کرد و با نفوذ به دیوارهای شهر توانست انطاکیه را برای بار دوم تسخیر کند.
پادشاه ساسانیان، شاپور یکم پس از یک سری از مبارزات علیه امپراتوری روم (۲۵۲-۲۵۶)، برای سومین بار در برابر امپراتور والرین در ادسا روبه‌رو شد که به شکست رومیان و به اسارت گرفته شدن والرین و مقامات بالای رومی انجامید.
والریان تا آخرین روزهای زندگی در زندان به سر برد.
سپس شاپور بعد از این پیروزی، تصمیم به یک حمله جدید به شهرهای انطاکیه، کلیکیه و قیصریه را ترتیب داد. شاپور ابتدا به انطاکیه حمله برد، این شهر را به محاصره درآورد و بعد از نفوذ به دیوارهای آن، این شهر را تسخیر نمود. شاپور با این پیروزی، کل استان‌های رومی در بین‌النهرین را نابود و رومیان را از آنجا اخراج کرد.